# Catering
Catering (pogosto sloveniziran v katering) je posel zagotavljanja storitve hrane in pijače na oddaljeni lokaciji ali na lokacijah, kot so hotel, lokal, pub ali drugih lokacijah.

## Mobilni catering
Pod mobilnim cateringom razumemo catering, kjer ponudnik hrani in/ali pijačo streže neposredno iz namenskega vozila ali vozička. Mobilni catering se navadno izvaja na dogodkih, kot so koncerti, delovna mesta, poslovnih dogodkih, itd.

## Catering na dogodkih
Dogodki lahko zajemajo vse od SDO (suhi dnevni obrok) ali t. i. “lunch paket”, pa vse do polne catering storitve. Tako gostinci, ponudniki catering storitev, kot tudi udeleženci so del catering industrije. 
Večina catering razume kot ekipo ljudi (natakarji / gostinci), ki na dogodku poskrbijo za to, da so gostje zadovoljni kar se tiče hrane in pijače. Hrana je lahko pripravljena na licu mestu, na dogodku ali pa je pripravljena vnaprej s strani ponudnika catering storitve.
Osebje cateringa na dogodku navadno niso odgovorni za samo pripravo hrano, so pa v večini primerov odgovorni za njen izgled in dekoracijo. Takšna storitev se navadno izvaja za dogodke, kot so banketi, konvencije, poroke, tiskovne konference. 
Številni dogodki zahtevajo pogostitev v skaldu s širšo temo dogodka, npr. barva je lahko ključnega pomena. Od gostinskega podjetja se pričakuje, da ve, kako pripraviti hrano na način, da bo izgledala privlačna. Nekatera catering podjetja so se zato denimo usmerila izključno v poslovni model podpore načrtovanja dogodkov, ko prevzamejo ne samo pripravo hrane, ampak tudi okraske, kot so miza in nastavitev osvetlitve.

## Zgodovina cateringa v Sloveniji
Začetki cateringa v Sloveniji segajo v osemdeseta leta in v čase tedanje Jugoslavije. Prva catering podjetja so se v večini ukvarjala s pripravo toplih malic za zaposlene v takratnih industrijskih podjetjih v Sloveniji. Skupaj z osamosvojitvijo Slovenije v devetdesetih, pa so je tudi v Sloveniji pojavilo povpraševanje za catering dogodke na višjem nivoju, predvsem na državniških dogodkih v Cankarjevem domu. Začetnik catering dejavnosti v Sloveniji je Franc Jezeršek, ustanovitelj podjetja Jezeršek Catering. 